# Саджая, Калистрат Григорьевич
Калистрат Григорьевич Саджая (Калениченко, Саджая-Калениченко, партийный псевдоним Калэ, (22 октября 1895 — 22 ноября 1937) — руководитель подпольного ревкома во время немецкой и французской оккупации Одессы в 1918—1919, начальник Одесской ЧК в 1919 году, зам. начальника Харьковской ЧК в 1920—1921, начальник Харьковской ЧК в 1922, деятель органов госбезопасности СССР.

## Биография
Родился 22 октября 1895 года в Кутаиси. Сын дворянина, православного вероисповедания. По национальности грузин.
В 1915 году поступил в Новороссийский Императорский университет в Одессе, на медицинский факультет, где проучился три курса.
Член РКП(б) с 1917 года. В начале 1918 года — командир Болградского красноармейского отряда, весной — сотрудник одесского «Бюро по борьбе с контрреволюцией».
В период немецкой оккупации и французской интервенции — председатель Одесского подпольного ревкома. В 1919 году — сотрудник Особого отдела Одесской ЧК, начальник Одесской ЧК.
в 1920—1921 году — сотрудник Харьковской ЧК, в 1922 году — её начальник.
В 1930-х годах занимал ответственные посты в Грузинской ССР (в частности, был начальником Аджарского погранотряда НКВД).
Арестован летом 1937 года в Тбилиси. Расстрелян 22 ноября в Тбилисской тюрьме по приговору Военной коллегии Верховного Суда СССР, вынесенному заочно.
В 1956 году был реабилитирован.